# Aki (plant)
De aki (Blighia sapida) is een plant uit de zeepboomfamilie. 
Het is een tot 25 m hoge, groenblijvende boom met een korte, tot 1,8 m brede stam, een grijze, bijna gladde schors en een brede, dichte kroon. De afwisselend geplaatste bladeren zijn geveerd in 6-10 tegenoverstaande deelblaadjes. De deelblaadjes zijn breed-lancetvormig, gespitst, van boven glanzend groen, van onderen bleker groen en tot 30 × 16 cm groot. De gedeeltelijk tweeslachtige, 4-5 mm grote, crèmewitte, harige, sterk geurende bloemetjes groeien in tot 18 cm lange, bladokselstandige trossen. De bloemen bestaan uit vijf 5 mm lange kroonbladeren.
De vruchten groeien in grote trossen. De vrucht is een breed-peervormige, stomp driekantige, tot 13 cm lange doosvrucht. De rijp felrode of gele, bij gesloten vruchten gladde, glanzende, leerachtige schil splijt volrijp driekleppig open. De doosvrucht heeft drie kamers met drie glanzende, zwarte zaden en drie vlezige, bleekgele zaadmantels, die tevoorschijn komen als de vrucht zich opent.

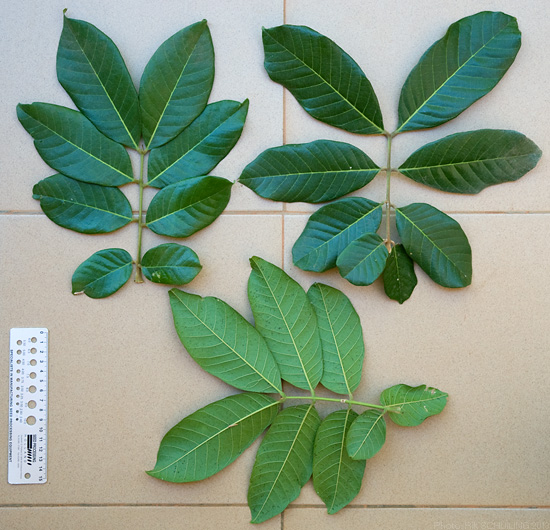
Bladen in boven- en onderaanzicht
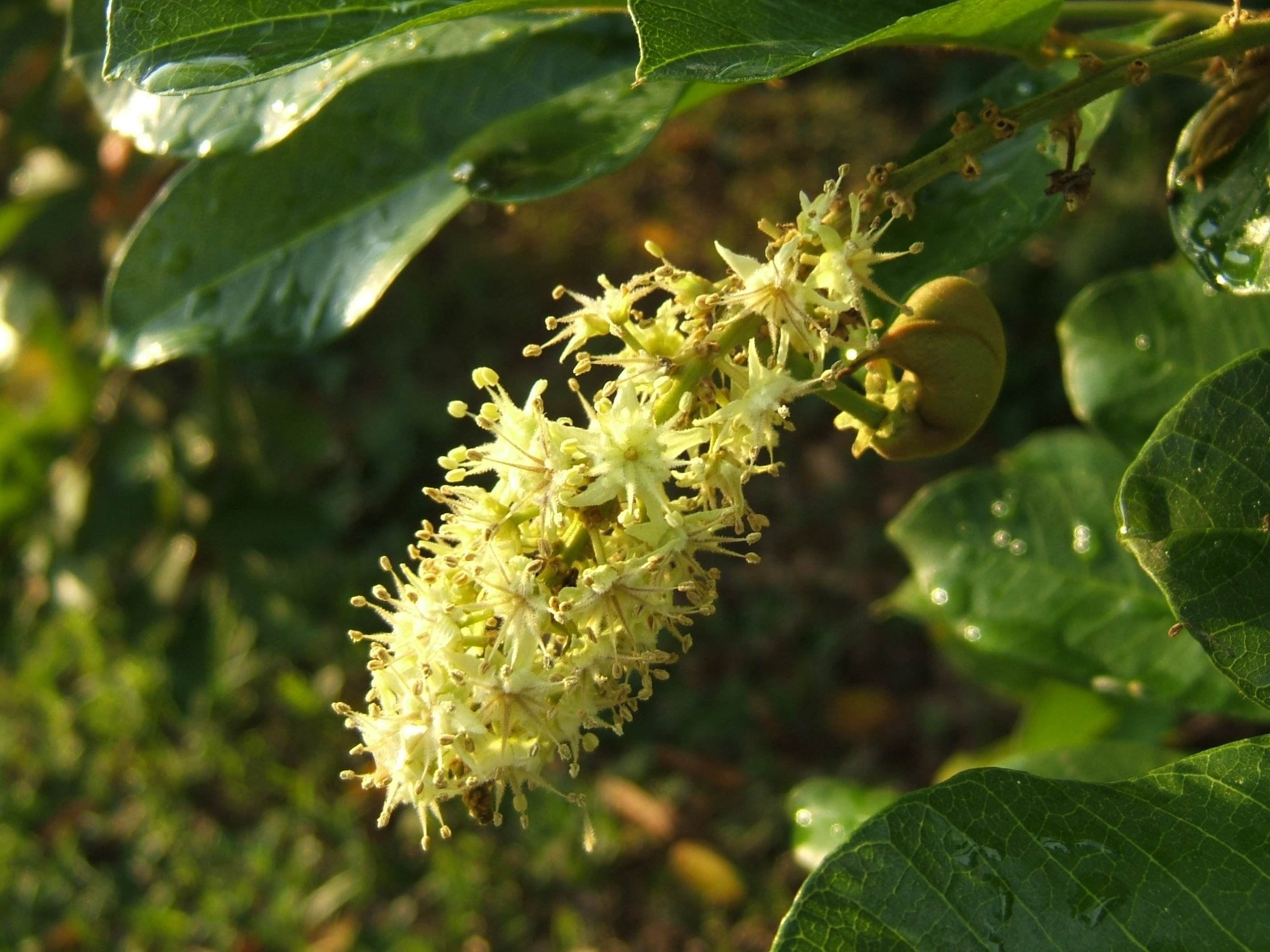
Bloeiwijze
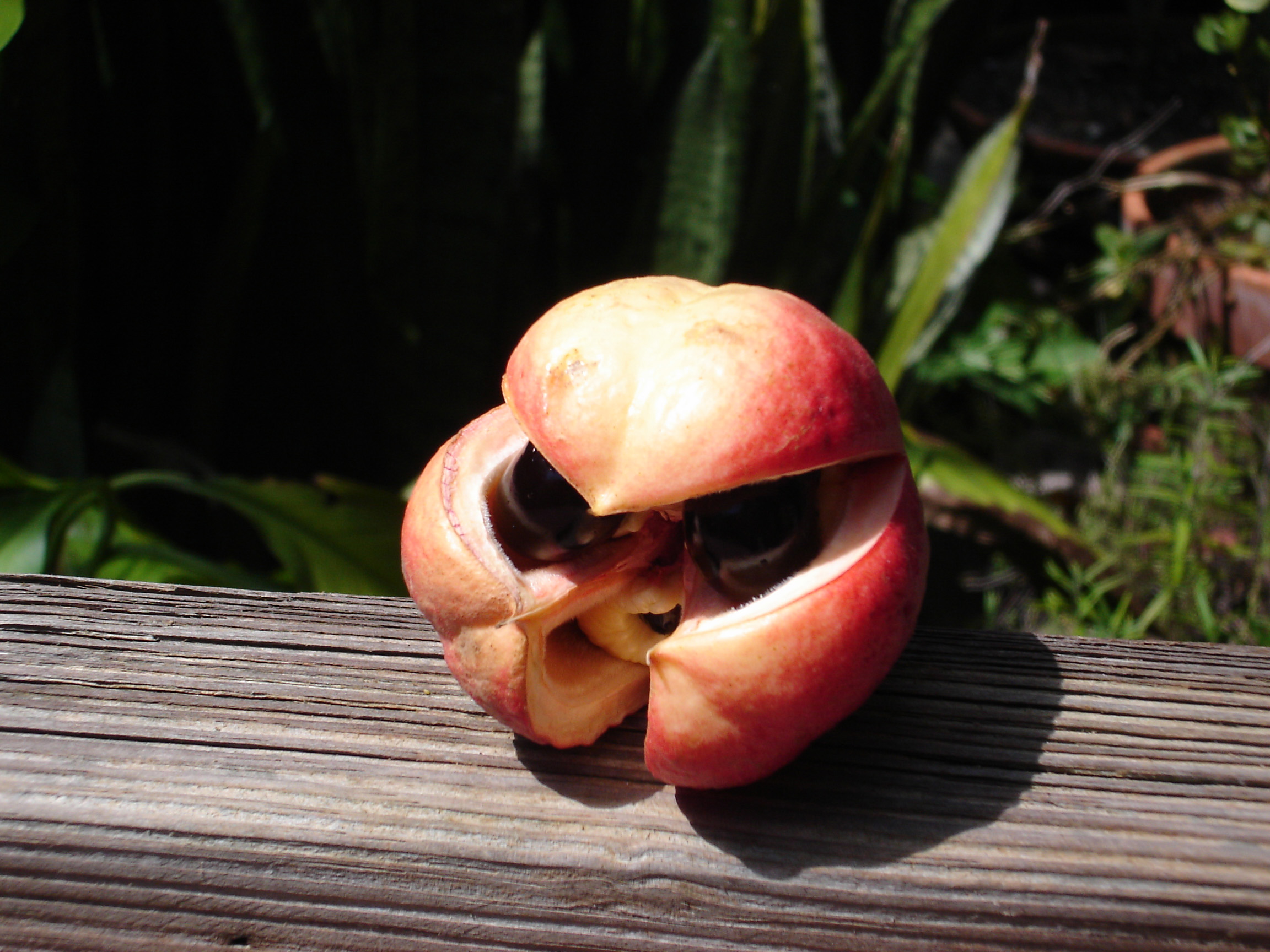
Rijpe, opengespleten vrucht
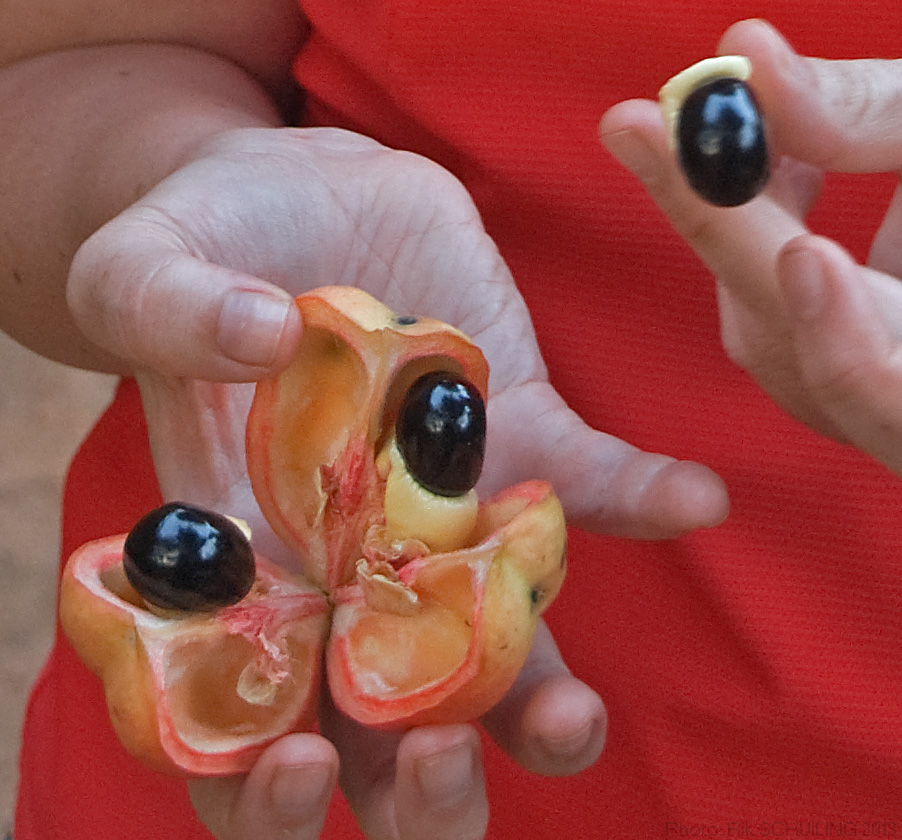
Rijpe, open vrucht met zaden en hun zaadmantels
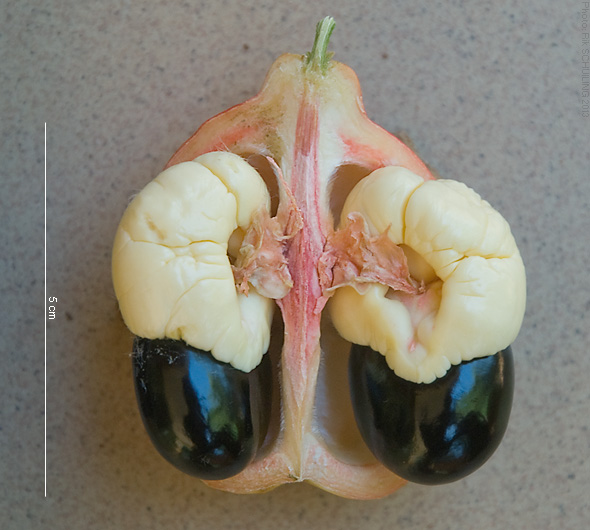
Deel van een rijpe vrucht met twee van de zaden (met zaadmantel) nog aangehecht
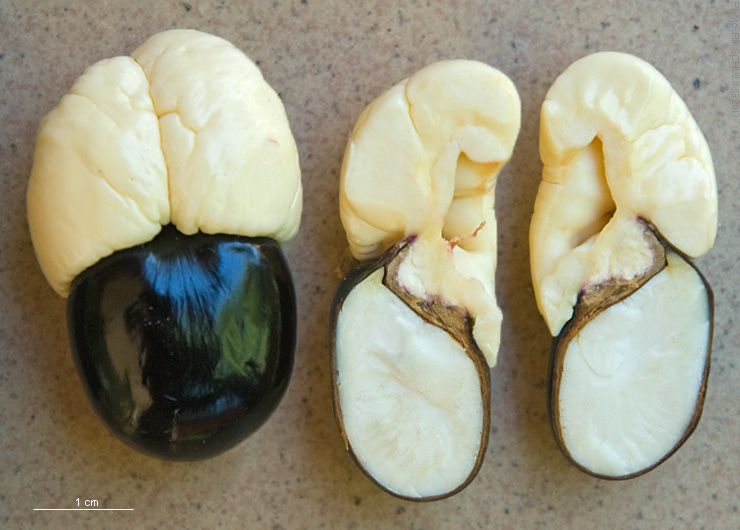
Rijpe zaden met hun zaadmantels (rugaanzicht en in overlangse doorsnede)

De zaden en onrijpe zaadmantels zijn giftig (hypoglycine) en kunnen dodelijk zijn. Alleen volrijpe, van schil en zaad ontdane zaadmantels zijn eetbaar en pas nadat de vrucht vanzelf is opengespleten. Ze hebben een nootachtige smaak. De zaadmantels zijn rauw eetbaar, maar ze worden meestal kort in melk of water gekookt om ze daarna in boter of olie te bakken en ze als kruidig ingrediënt in vis- en vleesgerechten, soepen en sauzen te gebruiken.
De aki komt oorspronkelijk uit tropisch West-Afrika en is daar een populair gewas. De plant werd naar Jamaica gebracht om als voedsel voor de slaven te dienen. Men kweekt de plant veel in het Caribisch gebied en op Jamaica is het de nationale vrucht. In het vasteland van Zuid-Amerika en in Azië ziet men de plant minder vaak. In Nederland wordt de vrucht soms ingeblikt aangeboden in toko's.

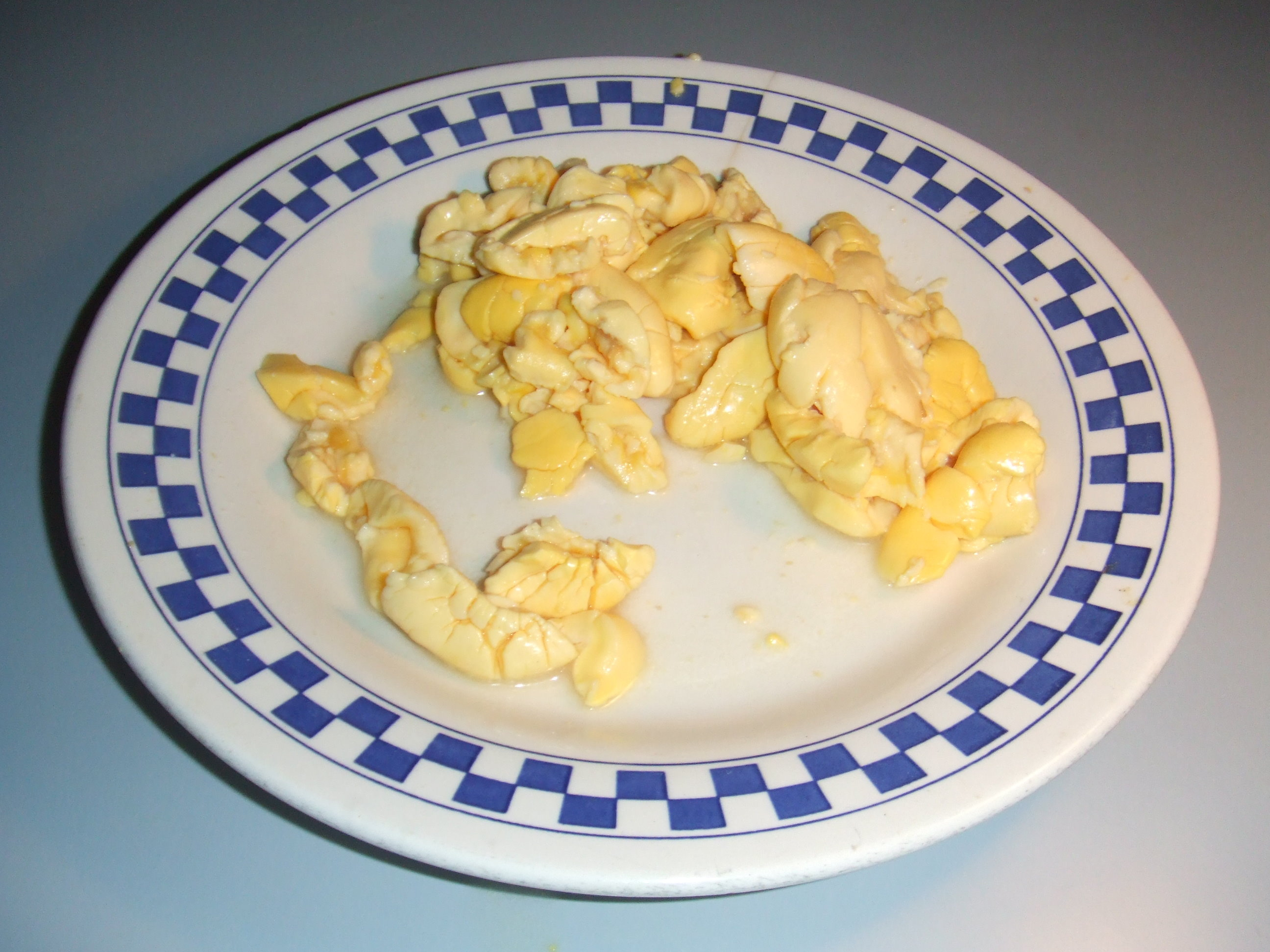
Zaadmantels van aki